# The Boxer
«The Boxer» (букв. рус. Боксёр) — песня американского фолк-рок дуэта Simon and Garfunkel, вышедшая в 1969 году. Рядом музыкальных критиков эта баллада-повествование считается вершиной творчества дуэта.
Слова и музыка пришли к Полу Саймону одновременно, что бывало с ним довольно редко. Песня повествует о мальчике, покинувшем родной дом в поисках своего жизненного пути. Он сталкивается с трудностями и одиночеством. Ему открывается жизнь оборванцев Нью-Йорка, он встречает неожиданную доброту и поддержку в обществе проституток с Седьмой Авеню. В последнем куплете он смотрит на боксёра и восхищается его классически мужскими качествами: силой и выносливостью. Хотя боксёр, несомненно, символизирует эти качества, он же демонстрирует выход из гетто. Мальчик так же как и боксер потрепан, но жив и продолжает движение.
Песня записывалась в разных местах: основные дорожки в Нэшвилле, струнные в Нью-Йорке, некоторые вокальные партии в нью-йоркской церкви.

## Цитаты
Да, пожалуй, это одна из лучших песен, написанных мною в то время.— Пол Саймон

«The Boxer» — одна из тех песен, которые можно слушать снова и снова, каждый раз находя в паутине звуков детали, незамеченные прежде. Вместе с лучшими композициями The Beatles её можно назвать вершиной творческой и технической революции шестидесятых, которая вызвала к жизни золотой век популярной музыки.— Джон Свенсон